# Joeri Portnych
Joeri Ivanovitsj Portnych (Russisch: Юрий Иванович Портных) (Sjachty, 9 mei 1929 - Sint-Petersburg, 9 mei 2012) was een basketbalcoach die uitkwam voor het Nationale team van de Sovjet-Unie. Hij kreeg de onderscheidingen Geëerde Coach van Rusland, Jubileumsmedaille voor Militaire Dapperheid ingesteld ter herinnering aan de Honderdste Verjaardag van Vladimir Iljitsj Lenin, Medaille voor de 250e Verjaardag van Leningrad en de Medaille voor de 300e Verjaardag van Sint-Petersburg.

## Carrière
Portnych speelde zijn gehele carrière van 1944 tot 1953 voor Boerevestnik Leningrad. Hij begon zijn trainerscarrière in 1950 bij verschillende teams in Leningrad. Hij was coach bij de mannenteams van SKIF Leningrad, Krasnaja Zarja Leningrad en Spartak Leningrad. In 1960 was hij coach van SKA Leningrad. In 1964 ging hij werken bij Boerevestnik Leningrad. In 1966 werd hij assistent-coach onder hoofdcoach Stanislav Geltsjinski bij het vrouwenteam van Spartak Leningrad. Hij werd met Spartak één keer landskampioen van de Sovjet-Unie in 1974. Hij werd tweede in 1970, 1971, 1972, 1973, 1975 en derde in 1976. Ook won Portnych vier keer de Ronchetti Cup in 1972, 1973, 1974 en 1975. In 1997 werd hij weer assistent-coach van Geltsjinski. Nu bij Volna Sint-Petersburg. Met dat team werd hij derde in 2000 om het Landskampioenschap van Rusland.
In 1971 werd hij assistent coach onder hoofdcoach Vladimir Kondrasjin bij het Nationale mannen team van de Sovjet-Unie. Portnych won met het team hun eerste gouden medaille op de Olympische Spelen in 1972 door in de laatste seconde de Verenigde Staten met 51-50 te verslaan. Ook won hij met de Sovjet-Unie goud op de Wereldkampioenschappen in 1974. In 1976 won hij brons op de Olympische Spelen. In 1971 won hij goud op de Europese kampioenschappen en zilver in 1975 en brons in 1973.